# Jahu-Bi'di
Jahu-Bi'di (auch Jeho-bidi) war König von Hamath und Zeitgenosse Šarru-kīns II. Gegen diesen lehnte er sich gemeinsam mit kurz zuvor unterworfenen Herrschern auf. Sie unterlagen jedoch bei Qarqar, woraufhin Jahu-Bi'di nach Assyrien deportiert und dort geschunden wurde. Diese Hinrichtung ist auf einem Relief in Šarru-kīns Palast in Dūr-Šarrukīn dargestellt.